# میهایلو پتروویچ (بازیکن فوتبال)
میهایلو پتروویچ (سیریلیک صربی: Mихaилo Пeтpoвић؛ زادهٔ ۱۸ اکتبر ۱۹۵۷) بازیکن سابق و مربی فوتبال اهل صربستان است.
از باشگاه‌هایی که در آن بازی کرده‌است می‌توان به باشگاه فوتبال اشتورم گراتس، باشگاه فوتبال ستاره سرخ بلگراد و باشگاه فوتبال دینامو زاگرب اشاره کرد.